# Cervonîi Ranok, Șîroke
Cervonîi Ranok (în ucraineană Червоний Ранок) este un sat în comuna Zelena Balka din raionul Șîroke, regiunea Dnipropetrovsk, Ucraina.

## Demografie
Componența lingvistică a localității Cervonîi Ranok
     Ucraineană (71,93%)
     Rusă (25,44%)
     Belarusă (2,63%)
Conform recensământului din 2001, majoritatea populației localității Cervonîi Ranok era vorbitoare de ucraineană (71,93%), existând în minoritate și vorbitori de rusă (25,44%) și belarusă (2,63%).